# Nelkenstraße 30–32 (Mönchengladbach)

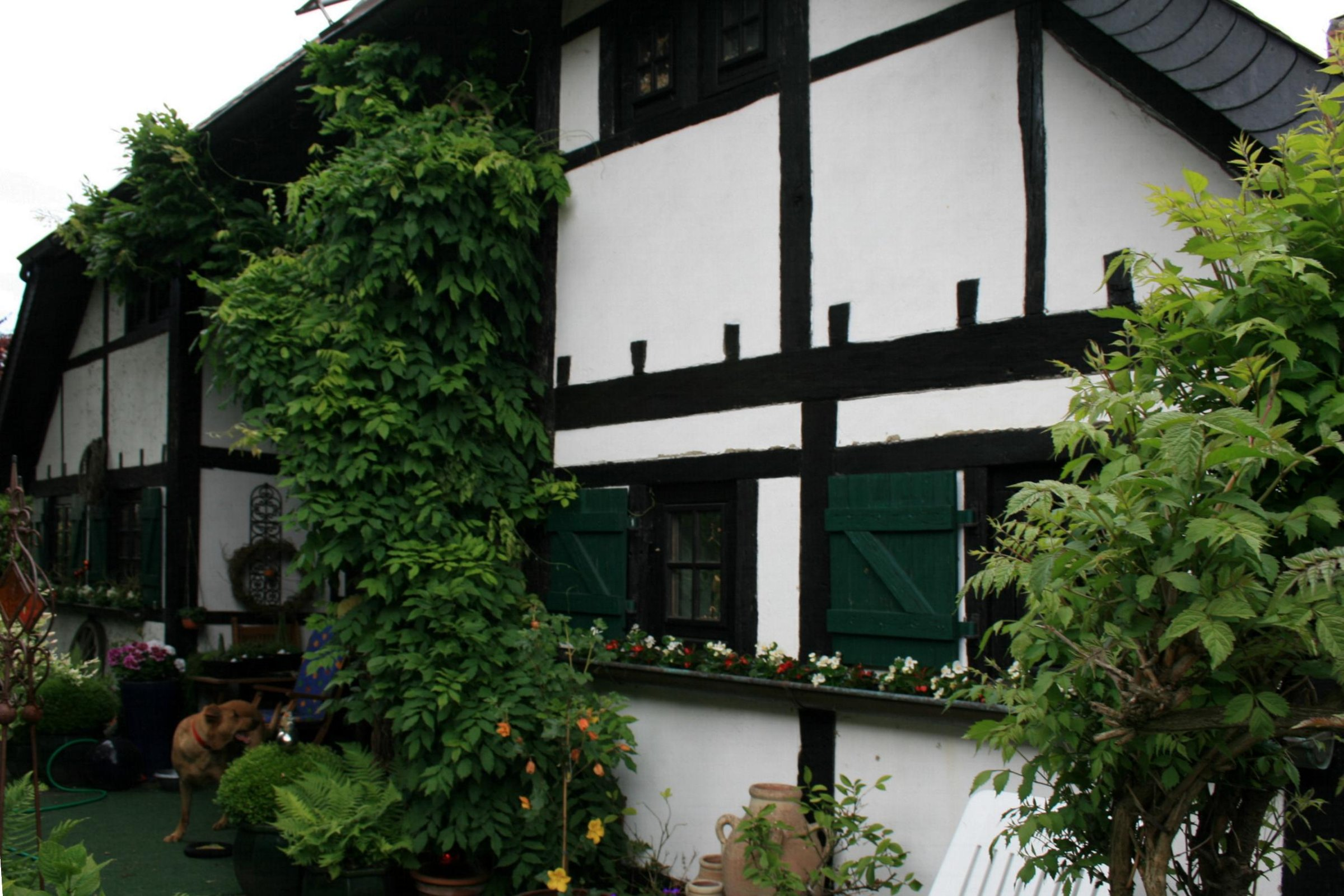
Fachwerkhaus (2010)

Das Fachwerkhaus Nelkenstraße 30–32 steht im Stadtteil Bettrath-Hoven in Mönchengladbach (Nordrhein-Westfalen).
Das Gebäude wurde im 17. Jahrhundert erbaut. Es ist unter Nr. N 007 am 10. Dezember 1985 in die Denkmalliste der Stadt Mönchengladbach eingetragen worden.

## Lage
Das ehemalige Wohnstallhaus liegt an der Nelkenstraße im Stadtteil Bettrath.

## Architektur
Das aus dem 17. Jahrhundert stammende Haus ist in mehrere Einzelwohnungen aufgeteilt. Das ursprüngliche Fachwerkgerüst ist zu großen Teilen erhalten und wird im Dachbereich von einer Kehlbalkenkonstruktion überdeckt. Das Dach ist im Giebelbereich weit vorkragend und ist zu ¾ abgewalmt. Das Dach ist mit Hohlziegel gedeckt.